# Asahi Yada
Asahi Yada (japanisch 矢田 旭 Yada Asahi; * 2. April 1991 in Yokkaichi) ist ein japanischer Fußballspieler.

## Karriere
Yada erlernte das Fußballspielen in der Jugendmannschaft von Nagoya Grampus und der Universitätsmannschaft der Meiji-Universität. Seinen ersten Vertrag unterschrieb er 2014 bei Nagoya Grampus. Der Verein spielte in der höchsten Liga des Landes, der J1 League. Am Ende der Saison 2016 stieg der Verein in die J2 League ab. Für den Verein absolvierte er 69 Erstligaspiele. Im Juli 2017 wechselte er zum Zweitligisten JEF United Chiba. Nach über 100 Zweitligaspielen wechselte er im Januar 2022 ablösefrei zum Drittligisten Ehime FC.